# Араксій
Флавій Араксій — римський політичний діяч другої половини IV століття. Префект преторія у 365—366 роках.
До 353 року Араксій був головою провінції Палестина. 354 перебував у Костянтинополі, був проконсулом столиці. За часів бунту Прокопія став префектом преторія. Коли Прокопія стратили, Араксія лише відправили на острів, де він і помер. Мав доньку Ветіану.